# Vokesimurex recurvirostrum
Vokesimurex recurvirostrum, tên tiếng Anh: bent-beak murex, là một loài ốc biển, là động vật thân mềm chân bụng sống ở biển trong họ Muricidae, họ ốc gai.

## Miêu tả
Loài này có kích thước giữa 36 mm và 88 mm

## Phân bố
Chúng phân bố ở Biển Caribe dọc theo México và Ecuador.